# Diogo Boitaca

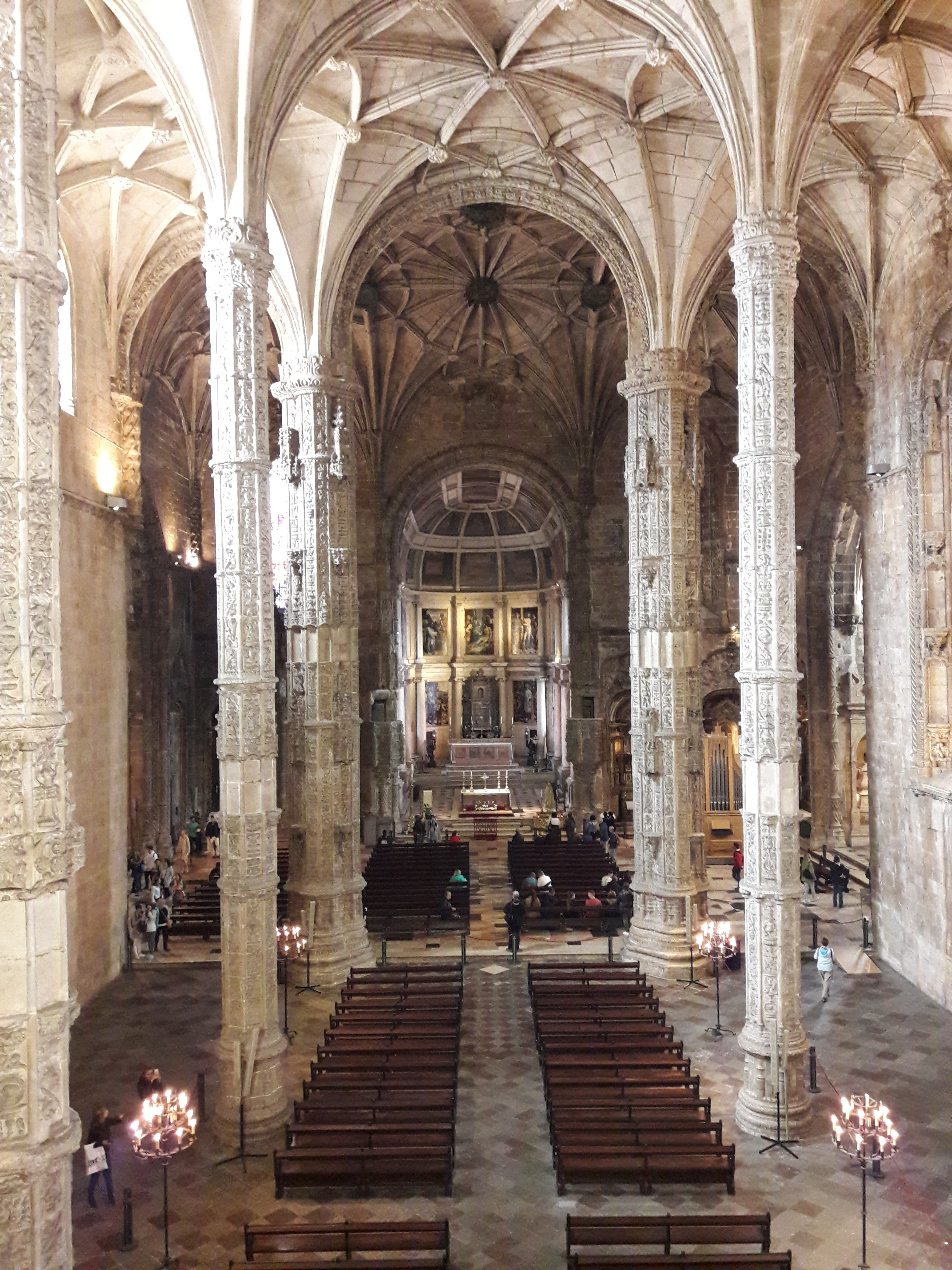
Diogo Boitaca legte die Fundamente der Kirche des Mosteiro dos Jerónimos in Belém (Lissabon) als Hallenkirche

Diogo Boitaca (ca. 1460 – 1528?) war einer der bedeutendsten Architekten des manuelinischen Stils in Portugal.

## Biografie
Sein Name ist in verschiedenen Varianten überliefert: Diogo Boitaca, Diogo de Boitaca, Diogo Boytac und Diogo de Boytac. Seine Herkunft und Geburtsjahr sind unbekannt, doch nimmt man an, dass er aus (Süd-)Frankreich stammte und um 1460 geboren wurde. 
Sein Familienname erscheint zum ersten Mal 1498 in einem Dokument, in dem König Manuel I. ihm eine jährliche Vergütung bewilligte für seine Arbeit am Convento de Jesus in Setúbal. Boitacas Unterschrift erscheint auf einem Dokument von 1514, und sein Name wird in einer Reihe von Dokumenten aus dem Zeitraum von 1515 bis 1521 erwähnt, die sich im Kloster Batalha befinden. Sein Vorname wird nur einmal erwähnt, in einer Liste von Mitgliedern, die 1515 an der unglückseligen Expedition nach São João da Mamora (heute: Mehdia in Marokko) teilnahmen, wo die Portugiesen 4000 Mann verloren.
1510 wurde Diogo Boitaca von Graf Vasco Menezes Coutinho für seine Teilnahme an der Belagerung von Arzila (heute: Asilah, Marokko) zum Ritter geschlagen. Während seiner Arbeit am Kloster Batalha heiratete er 1512 Isabel Henriques, Tochter von Mateus Fernandes, der ebenfalls als Architekt am selben Kloster wirkte. Boitaca ließ sich 1516 in Batalha nieder, wo er 1528 starb. Er wurde im Kloster Batalha begraben, in der Nähe des Grabmals von Mateus Fernandes. 

## Werk

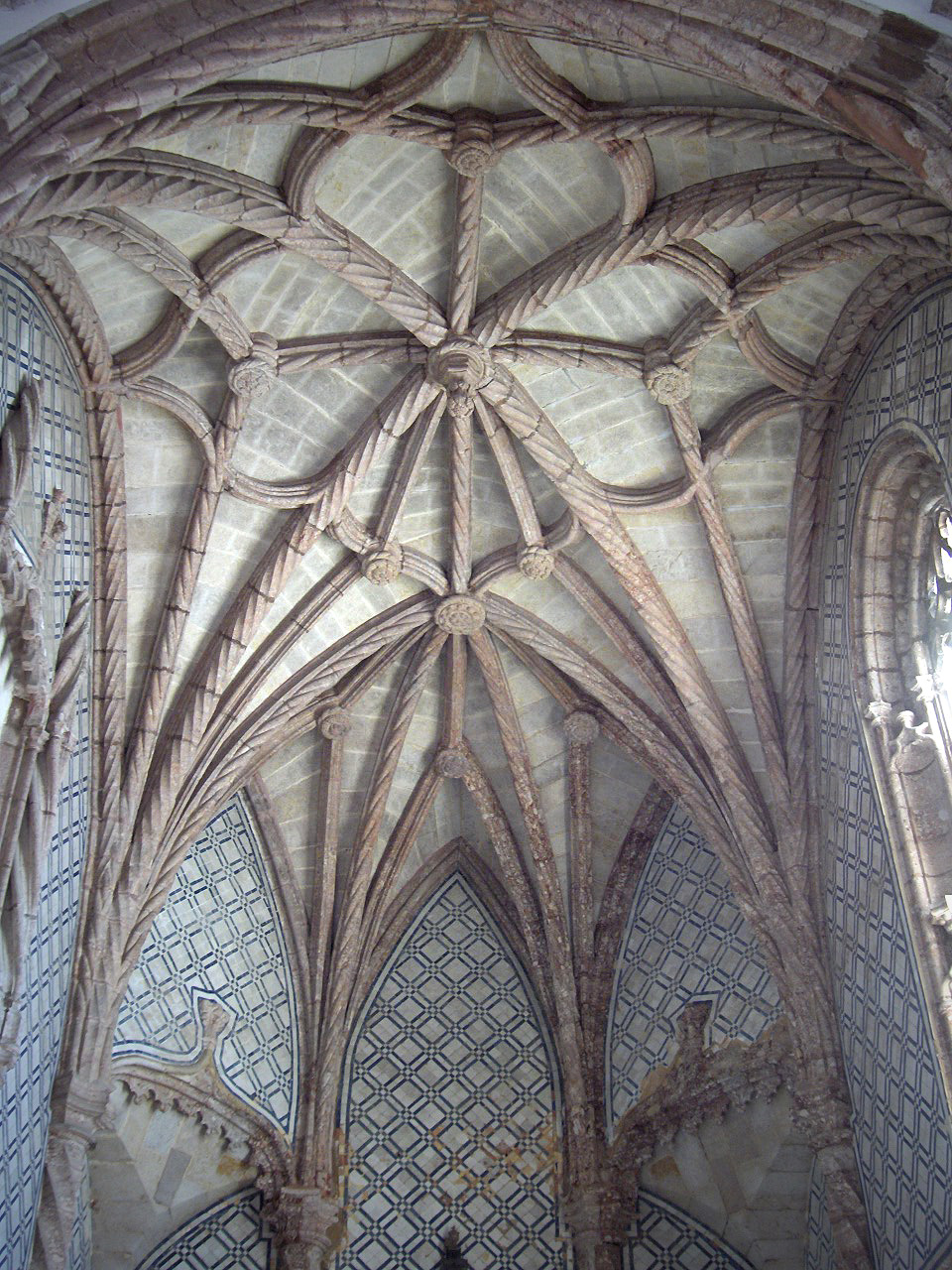
Gewölbe des Chorraums im manuelinischen Stil, Convento de Jesus, Setúbal

Das erste bekannte Werk Boitacas ist das Convento de Jesus in Setúbal, das ursprünglich außerhalb der Stadtmauern von Justa Rodrigues Pereira gegründet und von Dom João II. gesponsert wurde. Der König beauftragte Boitaca 1490 mit dem Bau der Klosterkirche, die als erstes Bauwerk des für Portugal typischen manuelinischen Stils gilt – einer Mischung von spätgotischen und Renaissance-Elementen mit Symbolen der Seefahrt.
Hier führte er das Konzept einer einschiffigen Kirche ein, deren Dach durch hohe Pfeiler in Form gigantischer gedrehter Schiffstaue gestützt wird; die Pfeiler dienen auch der Akzentuierung des Raumes und deuten eine Dreischiffigkeit an. Schiffstaue erscheinen auch in der Dekoration des Chorraums. 
Ein ähnliches Raumkonzept findet sich später in der Kirche Santa Maria des berühmten Mosteiro dos Jerónimos in Belém bei Lissabon, Boitacas nächstem bekannten Werk, einem der wichtigsten Gebäude Portugals und ein Höhepunkt der Manuelinik. Boitaca arbeitete daran von 1502 bis 1516; der König verlieh ihm den Titel „Meister der königlichen Bauten“ („Mestre das Obras do Reino“). Er war auch für den ersten Stock des Kreuzgangs mit seinem manuelinischen Dekor verantwortlich. Die Säulen der Kirche und Außenmauern waren beendet, als er zu neuen Projekten berufen wurde. Sein Nachfolger in Belém wurde sein Mitarbeiter João de Castilho, der nach und nach vom manuelinischen Stil zu einem Platereskendekor überging.
Parallel zum Mosteiro dos Jerónimos arbeitete Boitaca auch an der ebenso berühmten Torre de Belém, ganz in der Nähe des Klosters, und als königlicher Architekt war er zugleich auch an mehreren anderen Projekten beteiligt, doch ist seine genaue Rolle dabei nicht immer genau bekannt.
1507 arbeitete er an der Renovierung des Klosters Santa Cruz in Coimbra, wo er verantwortlich für das Layout der Kirche und des Kapitelhauses war. Das Innere der Kirche reduzierte er auf einen einschiffigen Raum und nahm verschiedene andere Änderungen vor. 1513 kam er zurück, um das Ende der Arbeiten zu überwachen.
1507 baute er auch am Hieronymitenkloster Nossa Senhora da Pena auf einem Hügel in Sintra (heute Teil des Palácio da Pena). Sein Einfluss ist zu erkennen am Konzept der Gewölbe.
Ab 1509 ist er in Batalha dokumentiert, wo er möglicherweise Bauleiter des Klosters war, aber das ist nicht genau gesichert. Er war verantwortlich für die Errichtung der Pfeiler der Capelas Imperfeitas (der unvollendeten Kapellen), mit ihrem manuelinischen Dekor. Die im gotischen Stil von Huguet begonnene Dekoration von Kloster und Kreuzgang wurde wahrscheinlich von Boitaca in einem assimilierten manuelinischen Stil fortgeführt.
1511 war er in Coimbra, wo er zusammen mit Mateus Fernandes den Schlachthof baute, Verbesserungen an der Brücke über den Fluss Mondego (Ponte de Santa Clara) vornahm, und den Flussverlauf kanalisierte. Zuweilen arbeiteten andere Architekten nach Boitacas Entwürfen, beispielsweise Marcos Pires, der die Große Halle (Sala Grande) des manuelinischen Königspalastes erbaute. Auch die Apsis der Universitätskapelle São Miguel in Coimbra wurde ausgebaut und vergrößert nach Plänen von Boitaca.
1514 ging er (zum zweiten Mal) nach Marokko, wo er die Festung von Mamora (heute: Mehdia oder Mâmora, bei Rabat) erbaute, die jedoch schon 1515 den Mauren überlassen werden musste und zu einem Hauptort der gefürchteten Barbaresken-Korsaren wurde. 